# Slapstick
Slapstick (comedie burlească sau comedie grotescă) reprezintă o situație în care se recurge la umor, implicând o activitate fizică exagerată, ce depășește limitele bunului simț.

## Origini

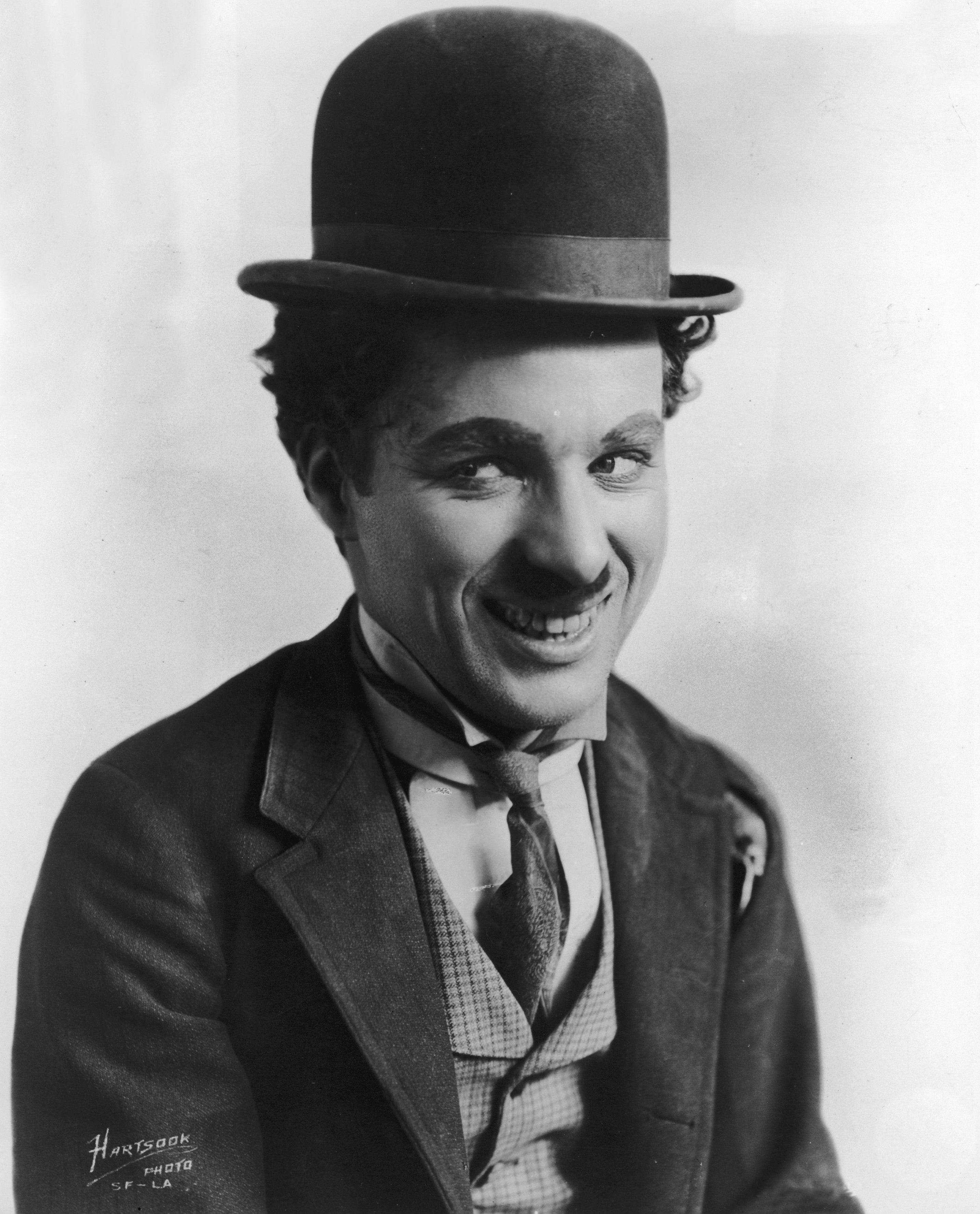
Charlie Chaplin

Numele de "slapstick" vine de la cuvântul în limba italiană batacchio sau bataccio - slap stick (în engleză: slap - a pălmui; stick - băț) - un obiect asemănător unui băț format din două clape de lemn și utilizat în commedia dell'arte. Când este lovit, battacchio produce un zgomot puternic, având loc mici transferuri de forță de la obiect la persoana care l-a lovit. Actorii se pot lovi astfel unul pe altul în mod repetat, cu mare efect sonor dar fără ca aceștia să fie afectați fizic. Alături de balonul gonflabil, a fost unul dintre cele mai timpurii efecte speciale pe care o persoană le-ar putea transporta.

## Istorie
Istoria comediei de tip slapstick se măsoară în secole. Shakespeare a introdus multe scene de urmăriri și bătăi în comediile sale, cum ar fi cele din piesa Comedia erorilor (The Comedy of Errors). Stilul a fost explorat din plin în timpul "epocii de aur" a filmelor alb-negru și mute, cum ar fi cele regizate de  Mack Sennett sau Hal Roach în care au jucat actori notabili precum Charlie Chaplin, Stan și Bran, Frații Marx, Keystone Cops, Three Stooges sau Chespirito. Comedia de tip slapstick apare, de asemenea, foarte des în Tom și Jerry sau Looney Tunes/Merrie Melodies. Comedia mută slapstick  a fost foarte populară și în filmele franceze timpurii și a inclus filme realizate de Max Linder și Charles Prince. 

## Legături externe
- List of Slapstick movies on SimilarKind
- "What's the Origin of Slapstick?" The Straight Dope, 1 March 2005.
- "Slapstick." Answers.com, 2008.
- Dirks, Tim. "Comedy Films." filmsite.org, 1996-2008.